# سگرس (دهانه)
سگرس یک دهانه برخوردی در ماه‌ است.

## دهانه‌های اقماری
این دهانه ۳ دهانه اقماری دارد.
| Segers | عرض جغرافیایی | طول جغرافیایی | قطر          |
| ------ | ------------- | ------------- | ------------ |
| H      | ۴۶.۷° N       | ۱۲۹.۰° E      | ۲۹.۰ کیلومتر |
| M      | ۴۴.۵° N       | ۱۲۷.۶° E      | ۵۴.۰ کیلومتر |
| N      | ۴۴.۰° N       | ۱۲۷.۵° E      | ۲۷.۰ کیلومتر |